# تيتو فيسنتي
تيتو فيسنتي (بالإنجليزية: Tito Vicente)‏ هو عازف بيانو أمريكي، ولد في 1959 في بونس، بورتوريكو في الولايات المتحدة.